# Динатронний ефект
Динатро́нний ефе́кт в електронних лампах — перехід електронів вторинної емісії на інший електрод. Бомбардування анода лампи електронами високої енергії супроводжується вибиванням з анода електронів вторинної емісії. Якщо при цьому на інший електрод (наприклад, екранувальну сітку тетрода) подано потенціал, який перевищує потенціал анода, то вторинні електрони не повертаються на анод, а притягаються до іншого електрода. В результаті, струм анодного навантаження спадає, струм іншого електрода зростає. В тетродах динатронний ефект породжує небажаний стан внутрішнього опору, при якому зростання анодної напруги супроводжується зменшенням анодного струму (у крайніх випадках анодний струм навіть може змінити напрям). В пентодах динатронний ефект пригнічується введенням третьої (антидинатронної) сітки, яка перешкоджає виходу вторинних електронів з поля анода.

## Походження назви

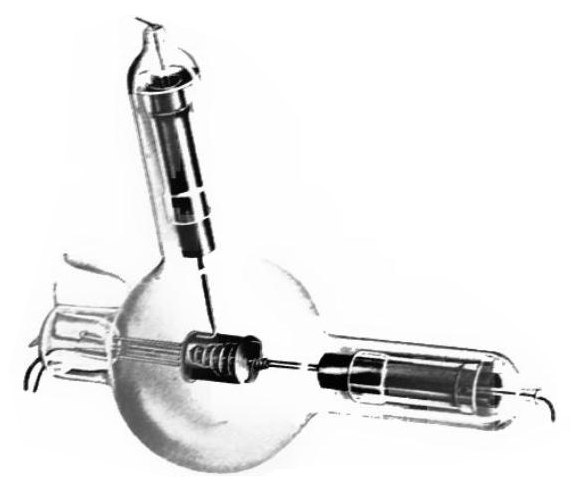
Динатрон А. Галла конструкції 1918 р.

У 1918 році науковий співробітник компанії General Electric Альберт Галл запропонував новий тип вакуумної лампи — динатрон (англ. dynatron).. До свого приходу у радіотехніку А. Галл вивчав давньогрецьку літературу, внаслідок чого він давав назви своїм винаходам з використанням грецької термінології: динатрон, пліотрон, тиратрон, магнетрон тощо. Динатрон мав три електроди — спіральний катод прямого розжарення, оточений перфорованим циліндром першого анода і зовнішній, суцільний циліндр другого анода. Перший анод динатрона зовні нагадував сітку звичайного тріода («аудіона» Лі де Фореста), але, на відміну від тріода, на нього подавалась додатна напруга зміщення. При певному співвідношенні напруг на анодах ріст напруги на другому аноді приводив до зменшення струму через нього. А. Галл пропонував використати одиночні динатрони як генератори високочастотних коливань, а два безпосередньо зв'язаних динатрони — як неінвертуючі підсилювачі.
У 1926 році той же Галл «схрестив» тріод і динатрон, поставивши між сіткою й анодом екранувальну сітку (аналог «першого анода» з його динатрона 1918 року). У тому ж році Генрі Раунд (англ. H. J. Round) довів ідею, вперше висунуту Вальтером Шотткі (1916), до серійного випуску — на ринок вийшли перші серійні радіочастотні тетроди. Нова лампа перевершувала тріод в області верхніх частот, але при малих анодних напругах демонструвала той же «динатронний ефект», що й динатрон Галла. Звідси бере початок альтернативне визначення поняття «динатрон» як «тетрода, напруга на аноді якого підтримується меншою, ніж напруга на екранувальній сітці».

## Суть явища
Робота виходу електрона з металевого анода становить, в залежності від матеріалу анода, одиниці електронвольт (еВ). Практично кожен електрон, що падає на анод ззовні з енергією понад 10…15 еВ, здатен вибити з анода повільний вторинний електрон. У нормальних режимах роботи вакуумної лампи енергія електронів, що бомбардують анод, явно більша за цей поріг: сотні еВ в приймально-підсилювальних лампах, тисячі еВ в генераторних лампах, десятки тисяч еВ у високовольтних кенотронах.
У вакуумному діоді чи тріоді, на сітку якого подано від'ємна керувальна напруга, вторинні електрони притягуються полем анода. Поблизу анода виникає вузька зона просторового заряду, але покинути її електрони не в стані. Якщо ж на сітку тріода подати позитивну напругу, що перевищує напругу анода, то частина вторинних електронів виявиться здатною покинути поле анода й рушити до сітки. У колі анода буде фіксуватись зменшення анодного струму, а у колі сітки — виникнення сіткового струму. Звичайний приймально-підсилювальний тріод у ході такого експерименту неминуче втратить роботоздатність, однак ранні тріоди 1920-х років цілком допускали такий режим.
Динатронний ефект найбільше виражений в тетродах. Залежно від співвідношення напруг на аноді й екранувальній сітці, а також заходів, вжитих для пригнічення динатронного ефекту, він проявляється у наступних видах (характеристиках):
| Нелінійність (злами) монотонно-зростаючої залежності струму анода від напруги на аноді. При малих анодних напругах ріст анодного струму може відставати від розрахункового для тріода характеру залежності, однак за всіх режимів внутрішній опір залишається додатнім. Така поведінка властива потужним низькочастотним пентодам й променевим тетродам. Нормальні робочі режими цих ламп, зазвичай, перебувають далеко за межами «динатронних» ділянок їхніх вольт-амперних характеристик (ВАХ). |
| Від'ємна диференційна провідність спостерігається в тетродах тоді, коли з ростом анодної напруги відтік вторинних електронів з анода на екранувальну сітку зростає швидше, ніж струм первинних електронів, що падають на анод. На анодній вольт-амперній характеристиці спостерігається спадна ділянка. З подальшим ростом анодної напруги динатронний ефект послаблюється, і струм починає знову зростати. Зазвичай, низхідна залежність внутрішнього опору від данруги на аноді є вкрай небажаною, оскільки може породжувати самозбудження підсилювача. В пентодах динатронний ефект пригнічений достатньо сильно, негативна залежність внутрішнього опору не спостерігається. В променевих тетродах явище може мати місце при великих негативних зміщеннях на керувальній сітці і малих струмах анода, див. наприклад ВАХ променевого тетрода КТ88. |
| Інверсія анодного струму. В ранніх конструкціях тетродів 1920-х років динатронний ефект доходив до того, що анодний струм змінював напрям: кількість вторинних електронів, вибитих з анода и притягнутих екранувальною сіткою, перевищувало кількість електронів, випущених катодом, що долетіли до анода. З точки зору зовнішнього спостерігача, анод перетворювався на другий катод. Амперметр в колі анода фіксує струм електронів, що затікає в анод, прилад в колі екрана фіксує струм, що перевищує струм емісії катода. Покриття анодів оксидами, що збільшують роботу виходу, усунуло інверсію анодного струму, але не могло усунути ділянку негативної зміни опору. |